# Anchotatus chapmani
Anchotatus chapmani is een rechtvleugelig insect uit de familie Proscopiidae. De wetenschappelijke naam van deze soort is voor het eerst geldig gepubliceerd in 1939 door Mello-Leitão.